# Ulvöhamn

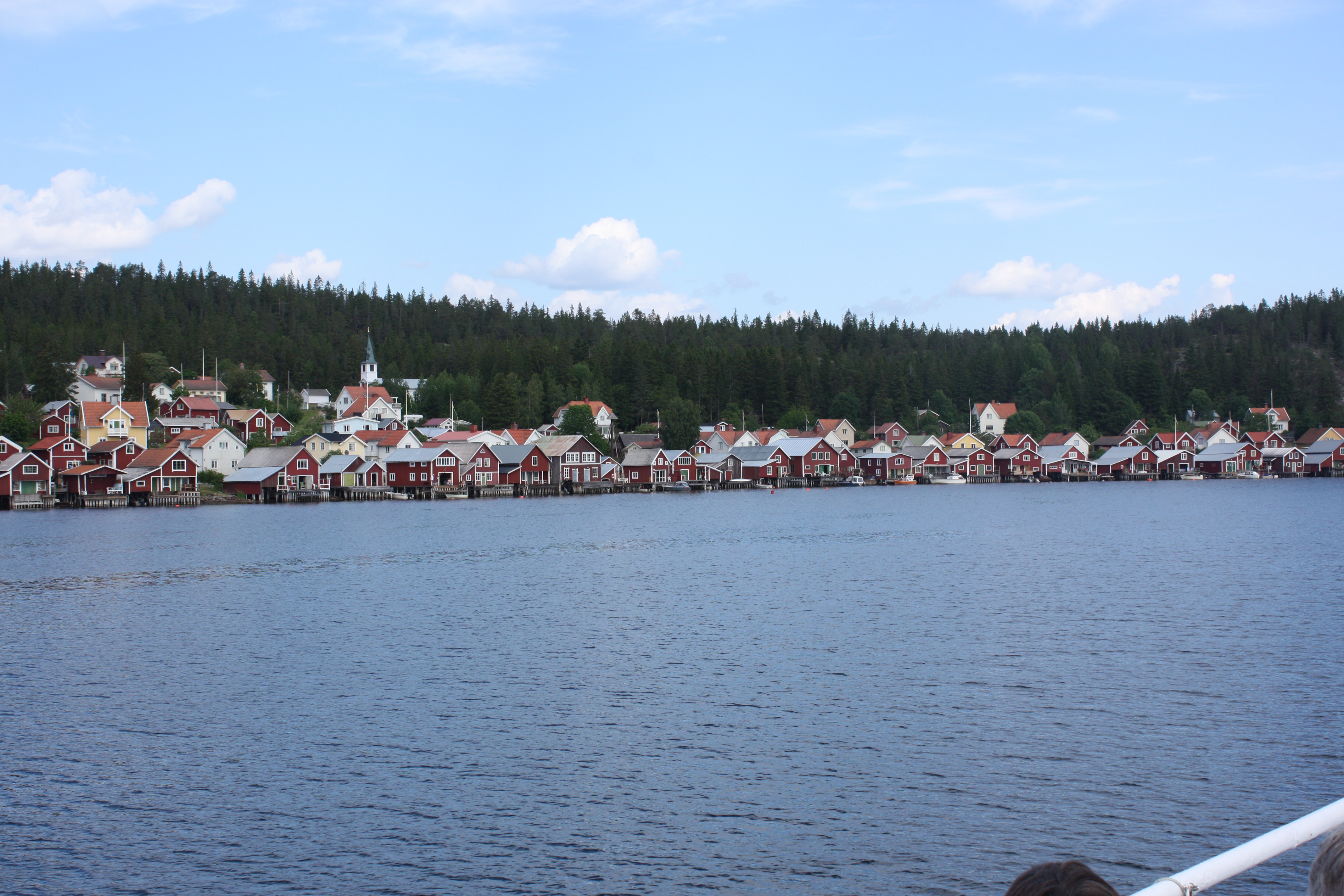
Ulvöhamn

Ulvöhamn est un ancien village de pêcheurs situé sur l'île de Norra Ulvön, dans l'archipel de la municipalité suédoise d'Örnsköldsvik. À l'époque des pêcheurs de Gävle, Ulvöhamn est leur base la plus importante. Le village est situé à Ulvösundet, un détroit étroit qui sépare les deux îles Norra Ulvön et Södra Ulvön. L'endroit est très abrité, c'est pourquoi les pêcheurs de Gävle y pêchent au moins depuis le début du XVIIe siècle.

## Histoire
En 1613, sept pêcheurs et leurs familles vivent à Ulvöhamn. En 1622, la chapelle Ulvö gamla est construite. Elle est aujourd'hui le plus ancien bâtiment en bois préservé d'Ångermanland. Selon des enquêtes réalisées en 1704, il y avait à l'époque 32 hangars à Ulvöhamn, que les agriculteurs locaux louaient aux pêcheurs de Gävle. Au-dessus des hangars se trouvaient des bâtiments agricoles et de simples habitations, avec une seule pièce. Au milieu du village se trouvait une grande enceinte dans laquelle les chèvres des pêcheurs de Gävle étaient enfermées la nuit.
Lorsque ceux-ci ne se sont plus rendus dans leurs villages de pêcheurs, la population d'Ulvöhamn s'y est installée toute l'année. En 1905, on compte 184 personnes qui y vivent. En été, jusqu'à 250 personnes habitent dans le village. Les 32 hangars d'origine ont été transformés en hangars à bateaux, et deux nouveaux bâtiments y ont été ajoutés. Jusqu'au début du XXe siècle, seuls quelques bâtiments d'Ulvöhamn sont peints; mais tous tous ont progressivement reçu  une couche de peinture rouge fauve. Les logements sont devenus beaucoup plus spacieux qu'à l'époque des pêcheurs de Gävle, avec une salle de séjour, une cuisine et une chambre à coucher. La plupart des habitants d'Ulvöhamn sont encore des pêcheurs, mais au-dessus du village, ils cultivent aussi des pommes de terre et du houblon. Certaines familles élèvent encore des chèvres, mais la plupart ont acquis des vaches à la place.
Ulvöhamn était le centre de production du surströmming. En 1890, 13 000 barils de trois litres de surströmming sont vendus. L'entreprise Ulvö Salteribolag commence la mise en conserve de Surströmming en 1899, avec une capacité de production de 500 à 600 boîtes par jour. À partir de 1900, de plus en plus de bateaux à vapeur naviguent le long de la côte de l'Angleterre, grâce auxquels le Surströmming produit peut être vendu à des clients éloignés. En 1904-1905, un hôtel est construit et Ulvöhamn devint une destination de vacances. En conséquence, la population commence à diminuer et les jeunes vont vivre et travailler sur le continent.
Dans les années 1940, trois usines de surströmmings sont en activité, produisant jusqu'à 1,3 million de boîtes par an. En raison de problèmes financiers, la dernière grande usine de surströmmings ferme en 1983, et aujourd'hui, seules de petites quantités sont produites. En 1971, l'école primaire du village est fermée. Aujourd'hui, un peu moins de 50 personnes vivent encore à Ulvöhamn toute l'année, mais en été, le village est visité par des touristes. Il existe plusieurs liaisons quotidiennes par ferry vers Köpmanholmen et Ullånger en haute saison, et seulement une fois par jour en hiver.